# Ferdinand Sigg
Ferdinand Sigg (Thalwil, Svájc, 1902. március 22. – Zürich, 1965. október 27.) a metodista egyház első svájci püspöke a Közép- és Dél-Európai Centrálkonferencia élén 1954 és 1965 között.

## Élete és szolgálata
Metodista munkáscsaládban nőtt fel. Az eredetileg kézműves fiatalember Frankfurtban végezte metodista teológiai tanulmányait 1923 és 1927 között. 1929-ben vette feleségül Alice Mumenthalert. Tanulmányait követően a Baseli Metodista Gyülekezetben szolgált, majd John Louis Nuelsen püspök titkára lett. 1936-tól a svájci metodista könyvkiadó igazgatója. Kiadóként kiemelt hangsúlyt helyezett a következő témákra: a laikusok egyházi szerepe, egyház és társadalom, szocializmus és egyház, világmisszió. Elkötelezett tagja volt az ökumenikus mozgalomnak. Az Egyházak Világtanácsának 1948-as megalakuló konferenciáján Amszterdamban tolmácsként dolgozott. Felesége halála után néhány hónappal 1954-ben választották meg az egyház püspökének az ekkor kialakított Közép- és Dél-Európai Centrálkonferenciában. (Elődje Arthur James Moore, 1952–1954 között.) 1965 őszén váratlanul hunyt el irodájában. Utódja átmeneti időre Paul Neff Garber és Ralph Edward Dodge együtt (1965–1966), majd Franz Schäfer (1966–1989).

## Magyarországi vonatkozások
1932-ben járt először Magyarországon, püspöki titkárként látogatta meg az akkori Püspöki Methodista Egyház gyülekezeteit, hogy tanulmányozza a magyar helyzetet a világválság nyomán kialakult anyagi nehézségek között.
1956 augusztusában az Egyházak Világtanácsának magyarországi ülése alkalmából tett látogatást az országban. A beutazási engedélyt kihasználva találkozott a magyar metodista lelkészekkel is.